# Fabian Bekelaer
Fabian Bekelaer (* 1. Juni 1990) ist ein ehemaliger deutscher Biathlet.

## Karriere
Bekelaer Karriere startete im Jahr 2009 als Soldat auf Zeit im Skizug der Bundeswehr. Er lebte in Ruhpolding und einer WG mit Johannes Kühn und Florian Graf. Er startete für den SV Bayerisch Eisenstein und wurde von Andreas Stitzl trainiert.
Bei den Deutschen Meisterschaften 2010 wurde er bester Juniorenteilnehmer. Im Folgejahr, bei den Deutschen Meisterschaften 2011, belegte er im Sprint wie im Verfolgungsrennen fünfte Ränge und konnte damit mehrere weltcuperfahrene Athleten hinter sich lassen. Seine ersten internationalen Rennen konnte Bekelaer zum Auftakt der Saison 2011/12 im IBU-Cup bestreiten. Einen ersten Erfolg feierte er an der Seite von Benedikt Doll, Matthias Bischl und Daniel Graf als Startläufer einer deutschen Staffel, die in Haute-Maurienne hinter den Vertretungen aus Norwegen und der Ukraine Dritte wurde. In der Saison 2012/2013 gewann er die Pokalwertung Männer des DSV Jugendcup/Deutschlandpokal Biathlon.
Im Januar 2014 belegte er im Rahmen des Alpencups am Notschrei (Schwarzwald) im ersten Sprint den dritten Platz und siegte im zweiten Sprint. Im Februar 2015 gewann er bei den Divisions-Skimeisterschaften am Arber, hier für seine Einheit GebJgBtl 232 aus Bad Reichenhall am Start, den Biathlonsprint. Im März belegte er im Rahmen der Deutschen Jugend- und Juniorenmeisterschaft in Notschrei im Einzelrennen der Männer den zweiten Platz. In der Pokalwertung um den Deutschlandpokal erreichte er den vierten Platz. Bei der Deutschen Biathlon-Meisterschaft 2015 im Hohenzollern-Skistadion konnte er sich von Platz 13 im Sprint auf den siebenten Platz in der Verfolgung verbessern.
Im Januar 2016 belegte er im Rahmen des Deutschlandpokals in Martell (Südtirol) den dritten Platz im Sprint und siegte dann in der anschließenden Verfolgung vor Michael Willeitner. Im Februar gelang ihm in Ruhpolding mit Siegen im Sprint und im Massenstart ein Doppelerfolg im Deutschlandpokal. Mit einem weiteren Sprint-Sieg im März am Notschrei sicherte sich Bekelaer überlegen den Sieg in der Gesamtwertung um den Deutschlandpokal 2015/16. Danach beendete er im Jahr 2016 seine Karriere als Biathlet.

## Privates
Vor dem Leistungssport schloss Bekelaer im Jahr 2009 am Gymnasium Zwiesel sein Abitur ab. Bereits 2011 begann Bekelaer seine akademische Laufbahn wieder aufzunehmen und ein Betriebswirtschafstudium an der Hochschule für angewandtes Management in Erding zu beginnen. Bei der Beendigung seiner Biathlon-Karriere im Jahr 2016 gab er nach abgeschlossenem Bachelor an, sein Masterstudium aufnehmen zu wollen.

## Belege
1. 1 2 3 4 5  Alexandra Grießenböck: Fabian Bekelear - Ex Biathleth und zukünftiger Masterstudent. In: Bayerischer Skiverband. Archiviert vom Original am 24. Oktober 2016; abgerufen am 6. April 2023.
2. ↑  Die "Drei" von der Laubau. In: chiemgau24. 9. August 2011, abgerufen am 6. März 2023.

| Personendaten    | Personendaten      |
| ---------------- | ------------------ |
| NAME             | Bekelaer, Fabian   |
| KURZBESCHREIBUNG | deutscher Biathlet |
| GEBURTSDATUM     | 1. Juni 1990       |